# Perché si uccidono (La merde)
Perché si uccidono (La merde) è un film italiano di genere drammatico del 1975, diretto da Mauro Macario.

## Trama
Andrea Viotti, un giovane figlio di un industriale che contesta la famiglia, sfoga la sua rabbia su Luca Girod, un francese molto più grande di lui e legato alla sua famiglia perché salvato dalla fucilazione, mentre era partigiano durante la seconda guerra mondiale, proprio dal padre del ragazzo per volontà della moglie morente. Anna, la ragazza di Andrea, si lascia irretire da Giuda, il capo di un gruppo di sbandati che organizzano i loro incontri in un cascinale sulla collina e in un cimitero di automobili. Sia Anna che Andrea iniziano a drogarsi, mentre Luca tenta di ricondurli sulla retta via.
La morte per overdose della ragazza getta nella disperazione Andrea, che rapina una farmacia e finisce dapprima in carcere e poi in un ospedale psichiatrico. Uscitone grazie a Luca, Andrea durante il pranzo nuziale della sorella Gianna – anch'essa con un passato turbolento, ma ben più scaltra del fratello – ricade nuovamente nel baratro della droga. Sempre più dipendente, in preda al delirio, aggredisce ed uccide Luisa, ex moglie di Luca, che da lui aveva avuto una figlia. Quest'ultimo, non appena vede la moglie esanime, pieno di dolore e rabbia, inizia ad inseguire Andrea, il quale continua a correre fino a quando, in un ultimo momento di lucidità, si uccide a sua volta gettandosi in un burrone.

## Distribuzione
Il film, girato nell'estate del 1974, ottenne il visto di censura n. 66.109 del 3 marzo del 1975 per una lunghezza di 2.553 metri con il divieto ai minori di 18 anni dopo l'alleggerimento di tre scene:
- scena dell'accoppiamento tra Andrea e Anna;
- scena del clistere durante la messa nera;
- scena della morte del farmacista.[1]

Uscì nelle sale un anno più tardi, il 30 marzo 1976, ed ebbe limitata distribuzione.

## Location
Le scene iniziali del film vennero girate all'autodromo nazionale di Monza. 

## Colonna sonora
La colonna sonora del film, composta da Willy Brezza – e, per un brano, da Fabio Frizzi – ed eseguita dai Goblin con il nome di Reale Impero Britannico, venne pubblicata su 33 giri dalla Cinevox. Fu ristampata rimasterizzata dalla Beat Records nel 2017.